# Chef de l'État des Samoa
Le chef de l'État indépendant des Samoa (en samoan : O le Ao o le Malo o Samoa, soit « chef du gouvernement des Samoa ») est le chef d'État des Samoa, dont les fonctions sont essentiellement représentatives, cérémonielles et honorifiques. Le pouvoir exécutif est détenu par le Premier ministre en tant que chef du gouvernement,  (actuellement Fiame Naomi Mata'afa). Toutefois, l'Assemblée législative (Fono, le parlement) ne peut adopter une loi sans l'approbation du chef de l'État.
La coutume veut que le chef de l'État soit choisi parmi les chefs issus de l'une des quatre grandes dynasties autochtones : Malietoa, Mataʻafa, Tupua Tamasese, et Tuimalealiʻifano. C'est-à-dire que le chef de l'État est choisi parmi les tamaʻaiga.

## Historique
Lorsque les Samoa occidentales devinrent indépendantes de la Nouvelle-Zélande en 1962, Tupua Tamasese Mea'ole et Malietoa Tanumafili II deviennent conjointement chefs de l'État à vie. Le premier meurt en 1963 et n'est pas remplacé, le second demeurant seul chef de l’État jusqu'à sa mort en 2007.
Le 16 juin 2007, à la suite de la mort de Malietoa Tanumafili II, Tupua Tamasese Tufuga Efi est élu chef de l'État par le Fono et prend ses fonctions quatre jours plus tard. Contrairement à ses prédécesseurs, il est élu pour un mandat de cinq ans, et non à vie, puis réélu en juillet 2012. Son successeur, Tuimaleali'ifano Va'aletoa Sualauvi II, est élu selon les mêmes modalités le 5 juillet 2017.
Le 17 février 2019, le Fono amende la constitution afin de limiter le Chef d’État à un total de deux mandats, soit dix ans. Une réélection est ainsi possible une seule fois, de manière consécutive ou non.

## Mode de scrutin
Le Chef de l'État des Samoa est élu au suffrage indirect et secret par les membres du Fono pour un mandat de cinq ans renouvelable une seule fois. La constitution ne précise pas le mode de scrutin utilisé, le vote intervenant simplement sur le candidat proposé par le gouvernement. Toutes les élections organisées depuis 2007 ont vu le candidat en question élu à l'unanimité par le Fono,.
La Constitution impose pour seules conditions de candidatures celles imposées aux candidats aux élections législatives, c'est-à-dire posséder la nationalité samoane et ne pas souffrir d'une peine d'inéligibilité. La coutume veut cependant que le chef de l'État soit choisi parmi les chefs issus de l'une des quatre grandes dynasties autochtones : Malietoa, Mataʻafa, Tupua Tamasese, et Tuimalealiʻifano. Le chef de l'État est par conséquent choisi parmi les tamaʻaiga,.

## Destitution
Le Fono peut mettre fin au mandat du Chef de l'état en cas d'« inconduite ou d'infirmité du corps ou de l'esprit ». Une telle motion doit être proposée par au moins un quart du total des membres du Fono, par écrit. Après une période d'au moins quatorze jours, le Fono procède à un vote sur la destitution, qui n'intervient que si au moins deux tiers du total des membres votent en ce sens.

## Liste
| N° | Portrait | Nom                                     | Élection        | Mandat           | Mandat          | Parti       |
| N° | Portrait | Nom                                     | Élection        | Début            | Fin             | Parti       |
| -- | -------- | --------------------------------------- | --------------- | ---------------- | --------------- | ----------- |
| 1  |          | Tupua Tamasese Mea'ole                  | Nommés          | 1er janvier 1962 | 5 avril 1963    | Indépendant |
| 1  |          | Malietoa Tanumafili II                  | Nommés          | 1er janvier 1962 | 11 mai 2007     | Indépendant |
| –  |          | Tupua Tamasese Tufuga Efi               | Intérim         | 11 mai 2007      | 20 juin 2007    | Indépendant |
| –  |          | Tuimaleali'ifano Va'aleto'a Sualauvi II | Intérim         | 11 mai 2007      | 20 juin 2007    | Indépendant |
| 2  |          | Tupua Tamasese Tufuga Efi               | 2007            | 20 juin 2007     | 25 juillet 2012 | Indépendant |
| 2  | 2012     | Tupua Tamasese Tufuga Efi               | 25 juillet 2012 | 21 juillet 2017  |                 | Indépendant |
| 3  |          | Tuimaleali'ifano Va'aleto'a Sualauvi II | 2017            | 21 juillet 2017  | 24 août 2022    | Indépendant |
| 3  | 2022     | Tuimaleali'ifano Va'aleto'a Sualauvi II | 24 août 2022    | en cours         |                 | Indépendant |